# 哭声/コクソン
『哭声/コクソン』（原題：곡성（哭聲）、英題：The Wailing）は、2016年公開の韓国映画。韓国でのレーティングはR15+。日本劇場公開時は全年齢指定だったが、レンタルではR15+指定になっている。
キャッチコピーは「疑え。惑わされるな。」。

## 概要
『チェイサー』『哀しき獣』ではスピード感を重視して直接的な暴力描写を用いたナ・ホンジン監督が、一転してシャーマニズムのほかキリスト教に関する要素を取り入れ、徐々に追い詰められる心理を丹念に捉えた作品である。タイトルの『哭声/コクソン』は、実在する韓国の地名「谷城」（ナ・ホンジン監督が幼少期に住んでいた全羅南道谷城郡）と、「泣き叫ぶ」という意味の「哭声」をかけたものである。
20世紀フォックスで配給され、韓国国内では観客動員数687万人を超える大ヒットとなった。謎の男を怪演した國村隼は、外国人として初めて青龍映画賞で賞を得た。
日本人の國村がキャスティングされた理由は、イエス・キリストを「歴史上最も世界に混乱を与え、疑念を持たれた人物の一人」と評したナ監督の、「同じアジア人ではあるものの韓国人とは違う"よそ者"が必要だった」という考えによる。

## あらすじ
何の変哲もない田舎の村、谷城（コクソン）。その村の中で、村人が家族を惨殺する事件が立て続けて発生する。容疑者にいずれも動機はなく、幻覚性の植物を摂取して錯乱したための犯行と発表されたが、謎の発疹を発症するなど説明しきれない不可解な点が多く残っていたことから、いつしか、村人たちの中では山中で暮らす謎の日本人が関わっているのではないかとささやかれはじめる。
捜査にあたる警察官のジョングは、オカルトじみたその意見を当初まともに取り合わなかったが、実際にその目で数々の異常事態を目撃したことにより、徐々に疑念を抱き、一度は断念した男の家への訪問を決める。そして通訳の神父らとともに男の家を訪れたジョングは、得体の知れない祭壇や事件の現場を写した写真などとともに、娘ヒョジンの靴を見つけ、疑いを決定的にする。
ジョングが男と関わってから高熱を発していたヒョジンはすぐに回復したものの、苦手な食べ物を食らい、ジョングに対しても普段は親思いの彼女からは想像できない罵詈雑言を吐くなど奇行を繰り返し、その体には一連の容疑者と同じ発疹が現れていた。そして、家族が目を離した隙に、怖れていた事件を起こしてしまう。
事態を収拾するため家族が呼んだ祈祷師のイルグァンは、男をこの世のものではない悪霊だと断じ、抹殺のための儀式を行う。しかし、その最中に儀式の中止を訴え、苦しむヒョジンを見かねたジョングはイルグァンを追い出してしまう。一方、同じ時間に男も山中で儀式を行っていた。
その後ヒョジンの容態はさらに悪化し、発疹も全身に広がっていく。娘を案じる一心で仲間とともに山中の家に押しかけたジョングは、ついに男を追い詰めるが…

## 主要キャスト
※括弧内は日本語吹替
- ジョング：クァク・ドウォン（丸山壮史） - 警察官。妻と娘らとともにつつましい生活を送る、ごく普通の男だったが、村で発生した凄惨な殺人事件を発端に、人知を超えた存在と向かい合うことになる。
- イルグァン：ファン・ジョンミン（咲野俊介） - 祈祷師。強い霊能力を有する。
- 山の中の男：國村隼 - 谷城にやってきた日本人。番犬とともに、山中で孤独な生活を送る。村にやってきた目的や、どんな人物かは「言っても信じない」として一切自分の口から語ろうとせず、さらに彼の来訪から事件が頻発したことによって不審がられている。
- ムミョン：チョン・ウヒ（藤田奈央） - 事件の目撃者。不思議な雰囲気を醸し出しており、名前以外は全て謎に包まれている。
- ヒョジン：キム・ファニ（土師亜文） - ジョングの娘。ぶっきらぼうだが心根は親思い。ジョングが謎の男と関わりを持ってから、体に異変が起こり始める。
- ソンボク：ソン・カングク（河本邦弘） - ジョングの同僚。
- イサム：キム・ドユン（高橋大輔） - ソンボクの甥で助祭。日本で暮らしていたこともあり日本語の通訳が出来る。

## スタッフ
- 監督：ナ・ホンジン
- 脚本：ナ・ホンジン
- 撮影：ホン・ギョンピョ
- 音楽：チャン・ヨンギュ、タルパラン
- プロダクション・デザイン：イ・フギョン
- 衣装デザイン：チェ・ギョンファ
- 編集：キム・ソンミン
- 録音：キム・シニョン
- 照明：キム・チャンホ

## 受賞
- 第53回百想芸術大賞：映画部門 作品賞
- 第37回青龍映画賞：監督賞（ナ・ホンジン）
- 第37回青龍映画賞：男優助演賞（國村隼）
- 第37回青龍映画賞：人気スター賞（國村隼）
- 第37回青龍映画賞：音楽賞（タルパラン、チャン・ヨンギュ）
- 第37回青龍映画賞：編集賞（キム・ソンミン）
- 第53回大鐘賞：新人女優賞（キム・ファニ）
- 第53回大鐘賞：撮影賞（ホン・ギョンピョ）
- 第53回大鐘賞：照明賞（キム・チャンホ）
- 第53回大鐘賞：録音賞（キム・シンヨン、パク・ヨンギ）
- 第36回韓国映画評論家協会賞：10大映画賞
- 第20回富川国際ファンタスティック映画祭：観客賞
- 第20回富川国際ファンタスティック映画祭：富川チョイス作品賞
- 第20回富川国際ファンタスティック映画祭：ベスト・オヴ・富川
- 第49回シッチェス・カタロニア国際映画祭：撮影賞（ホン・ギョンピョ）
- 第49回シッチェス・カタロニア国際映画祭：フォーカス・アジア賞
- 第20回ファンタジア国際映画祭：ケベック映画批評家協会賞
- 第20回ファンタジア国際映画祭：アジア作品観客賞銅賞
- 第69回カンヌ国際映画祭：非コンペティション部門招待作
- 第16回ディレクターズ・カット・アワード：今年の監督賞（ナ・ホンジン）
- 第3回韓国映画批評家協会賞：監督賞（ナ・ホンジン）
- 第3回韓国映画批評家協会賞：撮影賞（ホン・ギョンピョ）
- 第3回韓国映画批評家協会賞：照明賞（キム・チャンホ）
- 第11回アジア・フィルム・アワード：監督賞（ナ・ホンジン）
- 第22回春史大賞映画祭：最優秀監督賞（ナ・ホンジン）
- 第37回黄金撮影賞：演技大賞（クァク・ドウォン）
- 第37回黄金撮影賞：子役賞（キム・ファニ）
- 第8回今年の映画賞：作品賞
- 第8回今年の映画賞：監督賞（ナ・ホンジン）